# Rotkehl-Zwergpapagei

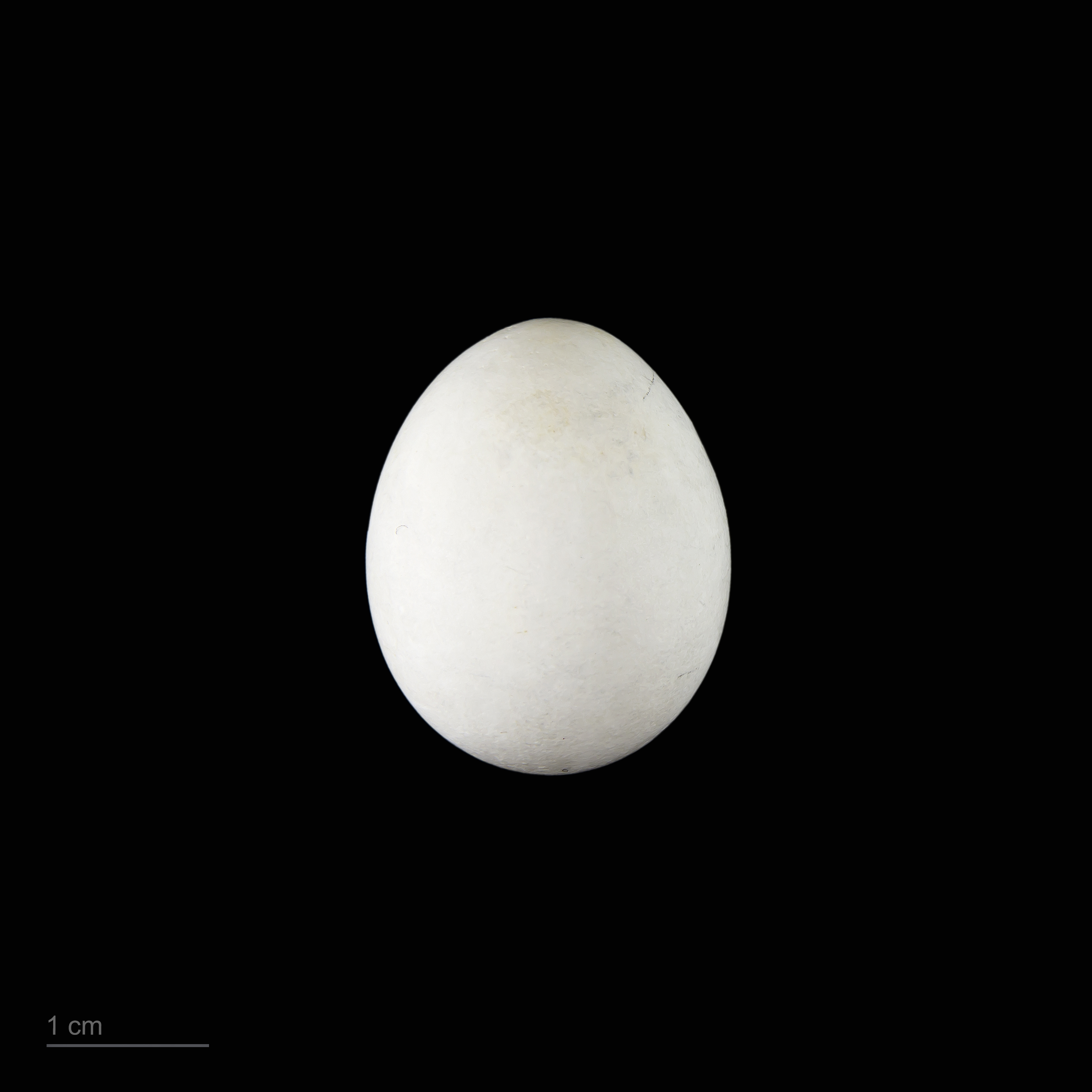
Ei des Rotkehl-Zwergpapageis

Der Rotkehl-Zwergpapagei (Psittaculirostris edwardsii), auch als Edwards-Feigenpapagei oder Edwards-Zwergpapagei bezeichnet, ist eine kleine Papageienart aus der Gattung der Feigenpapageien. Das Artepitheton ehrt Alphonse Milne-Edwards.

## Merkmale
Der Rotkehl-Zwergpapagei erreicht eine Größe von 18 Zentimetern. Das Gefieder ist überwiegend grün. Bei den Männchen sind der Oberkopf, die Stirn und die Zügel gelbgrün. Der Hinterkopf ist olivbraun. Zwischen Nacken und Augen erstreckt sich ein schwarzer Streifen. Die Ohrdecken sind gelb. Unter den Augen befindet sich ein grünblauer Flecken. Brust, Kehle und Wangen sind scharlachrot. Über die Brustmitte verläuft ein schmales violett-hellblaues Band. Die inneren Flügeldecken haben orange-rote Spitzen. Die Unterflügeldecken sind blaugrün. An den Unterseiten der Hand- und Armschwingen verläuft ein gelbes Band. Um die rote Iris verläuft ein grauer Augenring. Die Füße sind hellgrau, der Schnabel ist schwarz. Die Weibchen zeigen ein violett-hellblaues Brustband. Bei den immaturen Vögel sind die gelben Wangen rötlich durchsetzt, die Ohrdecken sind grünlich gelb und die Iris ist dunkel. Der laute Kontaktruf ist schrill und metallisch.

## Verbreitung und Lebensraum
Der Rotkehl-Zwergpapagei bewohnt Wälder, Waldränder und teilweise gerodetes Land in niedrigen Höhenlagen und in Gebirgen, gelegentlich auch in Gärten. Seine Verbreitung erstreckt sich auf die Humboldt Bay in Papua Barat östlich bis zum Huongolf in Papua-Neuguinea.

## Lebensweise
Der Rotkehl-Zwergpapagei lebt gewöhnlich paarweise oder außerhalb der Brutsaison in kleinen Gruppen. Gelegentlich kann man Schwärme mit bis zu 35 Individuen in den früchtetragenden Bäumen beobachten, manchmal auch in Vergesellschaftung mit anderen Vogelarten, die Feigen bevorzugen. Er hält sich meistens in den Baumkronen auf und ist schnell und lebhaft. Seine Nahrung besteht aus Früchten (insbesondere Feigen), Nektar, Blüten und vermutlich Insekten und deren Larven. Beim Fressen kann man ihn häufig mit dem Kopf nach unten sehen. Die Brutzeit ist vermutlich im Oktober, da Paarungen in dieser Zeit beobachtet wurden. Die Nester werden in Baumhöhlen in 20 Meter Höhe errichtet.

## Bestand und Gefährdung
Der Rotkehl-Zwergpapagei wird von der IUCN in die Kategorie nicht gefährdet (least concern) klassifiziert. Er gilt als örtlich häufig. Diese Art ist in Anhang II des Washingtoner Artenschutzabkommens gelistet.